# Andreas Hermes
Pour les articles homonymes, voir Hermès (homonymie).
Andreas Hermes est un homme politique allemand, né le 16 juillet 1878 à Cologne (province de Rhénanie) et mort le 4 janvier 1964 à Berg (RFA).
Membre du Zentrum puis de la CDU, il est ministre de l'Agriculture et de l'Alimentation entre 1920 et 1922 puis ministre des Finances entre 1921 et 1923.